# Ochthebius haelii
Ochthebius haelii är en skalbaggsart som beskrevs av Ferro 1983. Ochthebius haelii ingår i släktet Ochthebius och familjen vattenbrynsbaggar. Inga underarter finns listade i Catalogue of Life.